# Palma di Maiorca
Palma, conosciuta anche come Palma di Maiorca (in catalano Palma o Ciutat de Mallorca, in spagnolo Palma de Mallorca) è un comune spagnolo di 416 065 abitanti, principale città dell'isola di Maiorca e capoluogo della comunità autonoma delle isole Baleari. Rappresenta uno dei principali centri turistici delle Baleari, apprezzato per le spiagge, i divertimenti e la vita notturna, con vari alberghi e villaggi turistici.

## Geografia fisica

### Clima
Palma di Maiorca gode di un clima mediterraneo con una temperatura media annuale di 17,5 °C. Il mese più freddo è gennaio, il più caldo è agosto. Le precipitazioni piovose in un anno raggiungono mediamente i 450 millimetri.

## Storia
Le Baleari furono abitate fin dai tempi più antichi. I romani, guidati dal console Quinto Cecilio Metello, dopo aver conquistato le Baleari nel 123 a.C., fondarono la colonia di Palma, forse su un precedente insediamento talaotico. La città, che chiamarono Palma, in onore della famosa Palma picena, ben presto divenne il fulcro dei traffici commerciali con le città del Mediterraneo occidentale. Ai romani, dopo alterne vicende, fecero seguito prima i vandali e poi i bizantini. Si sa ben poco di questo periodo anche se nella Cattedrale sono conservati dei mosaici che in precedenza si trovavano in una chiesa paleocristiana.
Nel 902 il generale saraceno Isam al Jawlani, in accordo con l'Emiro di Cordova, conquistò la città che chiamò Medina Mayurqa, nome che in seguito servì a indicare l'intera isola. Iniziò così il periodo della dominazione araba sulle Baleari che durò per circa tre secoli.
Nel 1229 l'isola di Maiorca venne invasa dalle truppe del Re di Aragona e Conte di Barcellona Giacomo I d'Aragona. Palma di Maiorca assunse il suo nome attuale e divenne in poco tempo uno dei principali centri commerciali del Mediterraneo. Con l'unione delle corone di Aragona e di Castiglia e il formarsi della Spagna moderna, iniziò un lungo periodo di decadenza legato a molteplici fattori: innanzitutto la scoperta dell'America con lo spostamento del baricentro geopolitico mondiale dal mar Mediterraneo all'oceano Atlantico; poi una serie di rivolte contadine e di epidemie.
Nel XVIII secolo Palma divenne la capitale della provincia delle Baleari; inoltre, con Carlo III, vennero liberalizzati i commerci favorendo la ripresa economica della città. Nel secolo successivo, l'occupazione francese dell'Algeria rese più sicure le rotte commerciali nel Mediterraneo che fino ad allora la pirateria turca e magrebina, le cui basi erano nell'Africa del Nord, aveva reso insicure. Questo portò ad un aumento dei commerci e dei traffici marittimi nel Mediterraneo occidentale di cui approfittò Palma di Maiorca grazie alla sua posizione geografica. Agli inizi del secolo scorso le isole Baleari divennero un punto di approdo per i ricchi vacanzieri del nord Europa grazie al loro clima invidiabile. Ma negli anni cinquanta gradualmente questo turismo di élite si trasformò in turismo di massa. Se nel 1960 i turisti erano poco più di mezzo milione nel 1997 erano diventati quasi 7 milioni. In pochi anni le isole Baleari, da regione economicamente depressa, sono diventate la regione più ricca della Spagna con un PNL superiore alla media europea.

## Monumenti e luoghi d'interesse

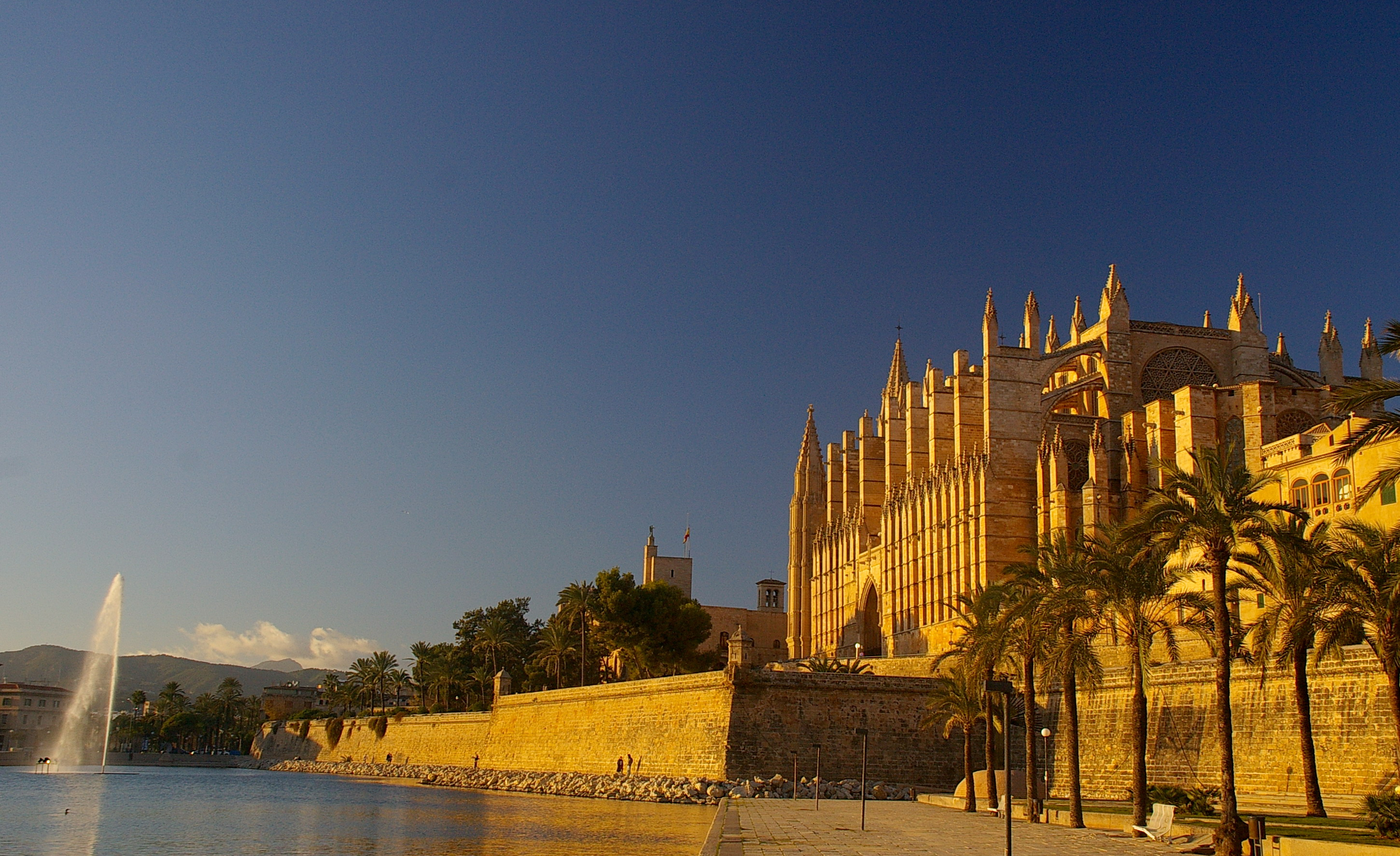
Veduta della baia con la celebre Cattedrale gotica.

### Cattedrale di Santa Maria
La Cattedrale di Santa Maria di Palma, detta anche La Seu, è il monumento più noto della città. Il luogo di culto venne consacrato solo nel XIX secolo, in seguito fu sottoposto a dei lavori per i danni causati da un terremoto venne rifatta la facciata. L'opera mantiene il suo originale impianto gotico; l'interno, a tre navate, viene illuminato da un rosone di 12 metri, uno dei più grandi al mondo per diametro.

### Castello del Belvedere

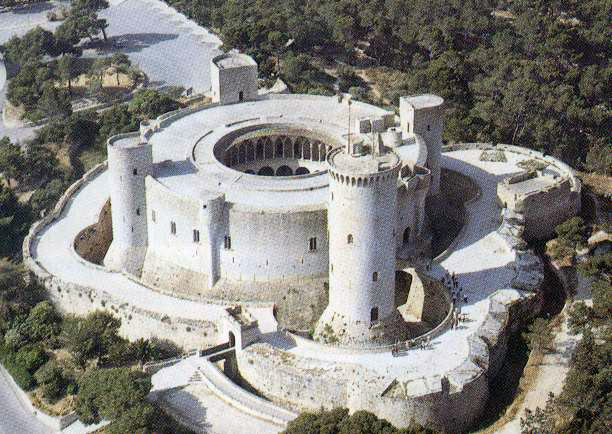
Il Castello del Belvedere visto dall'alto

Il Castello del Belvedere, posto su di un'altura fuori città, è considerato un raro esempio di castello in stile gotico catalano a pianta circolare. L'edificio, circondato da un fossato, presenta tre contrafforti semicircolari ed è collegato, mediante un ponte, ad una torre indipendente dal corpo centrale, la torre dell'Homenaje, che nelle intenzioni di chi la progettò doveva rappresentare l'ultimo baluardo difensivo in caso di attacco nemico. Il Castello è stato costruito come residenza estiva dei re di Maiorca nel 1300 da Giacomo II su progetto dell'architetto Pere Salvà, ma in seguito venne adibito a prigione e numerosi illustri personaggi vennero qui rinchiusi nel corso dei secoli. All'interno dell'edificio c'è un cortile circolare, il Patio de Armas, al cui centro è posto un pozzo. L'edificio, su due piani, presenta al primo piano un portico circolare ornato da archi a sesto acuto che si apre sul cortile interno. Il primo piano era il piano nobile, dove risiedevano i sovrani, mentre servitù e armati bivaccavano al piano terra. Il tetto dell'edificio, piatto, permetteva la raccolta dell'acqua piovana che veniva poi convogliata nel pozzo posto nel cortile. Dalla sommità del Castello si gode un panorama di Palma e della sua baia.

### Palazzo dell'Almudaina

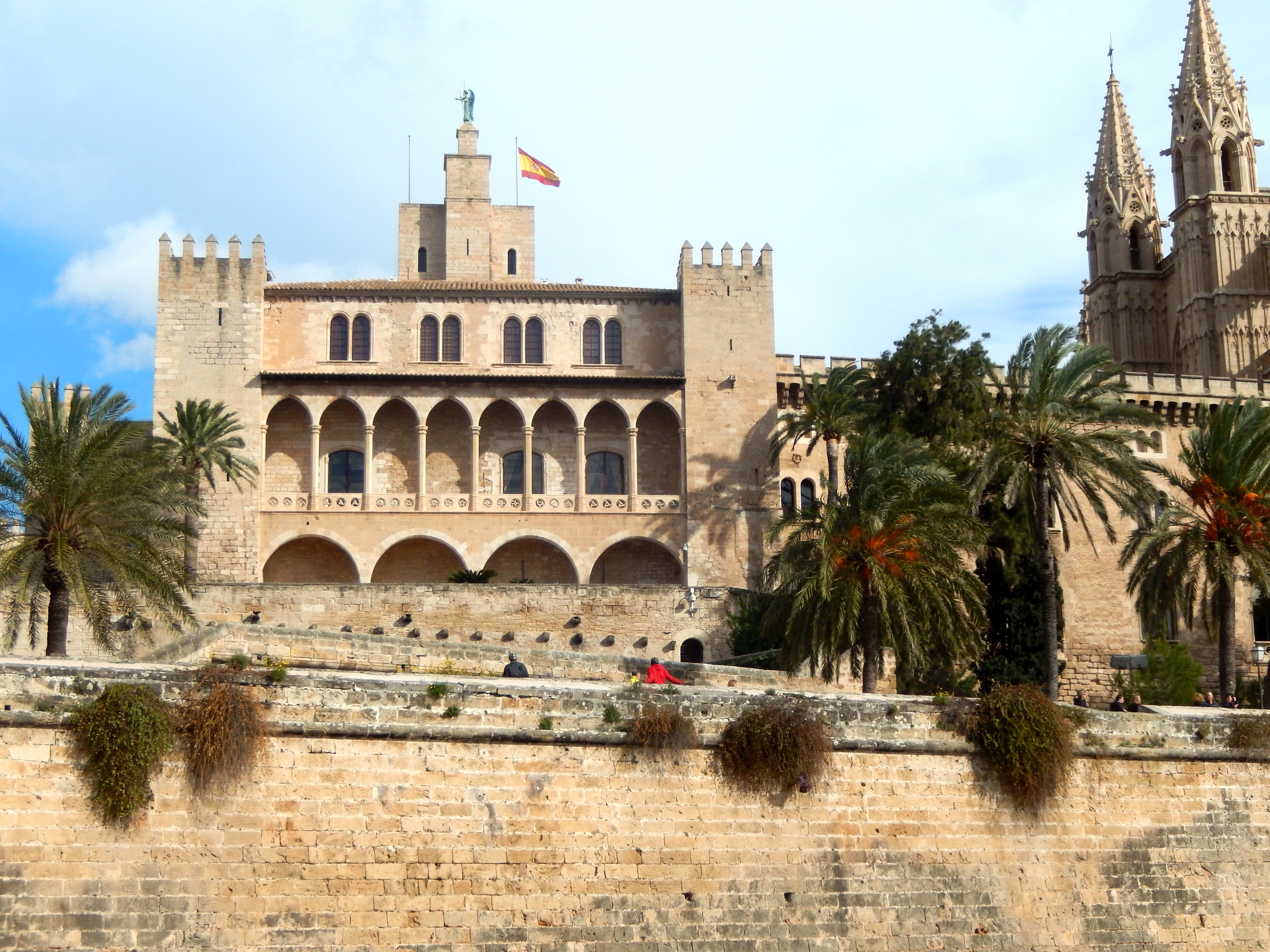
Palazzo de l'Almudaina

A fianco della Cattedrale c'è il Palazzo de l'Almudaina, residenza del re di Spagna quando è in visita nell'isola. Venne fatto costruire da Giacomo II di Maiorca su progetto di Pere Salvà sul sito di una precedente fortezza araba. La costruzione è gotica ma risente di influssi arabi. All'interno si possono ammirare degli arazzi fiamminghi del XVII secolo e la cappella di Santa Ana che presenta un bel portale romanico.

### La Llotja
La Llotja, opera dell'architetto Guillem Sagrera, è un raro esempio di architettura gotica non a carattere religioso. Posta sul lungomare, fu iniziata nel 1426 e un tempo era la sede della borsa. Attualmente ospita delle mostre estemporanee.

### Parc de la Mar
Sotto i bastioni delle mura c'è un lago dove si specchia la Cattedrale. Questo lago artificiale, circondato da palme, fa parte del Parc de la Mar. All'interno del parco si può ammirare un murale copia di un dipinto di Mirò.

### Fundació Pilar i Joan Miró

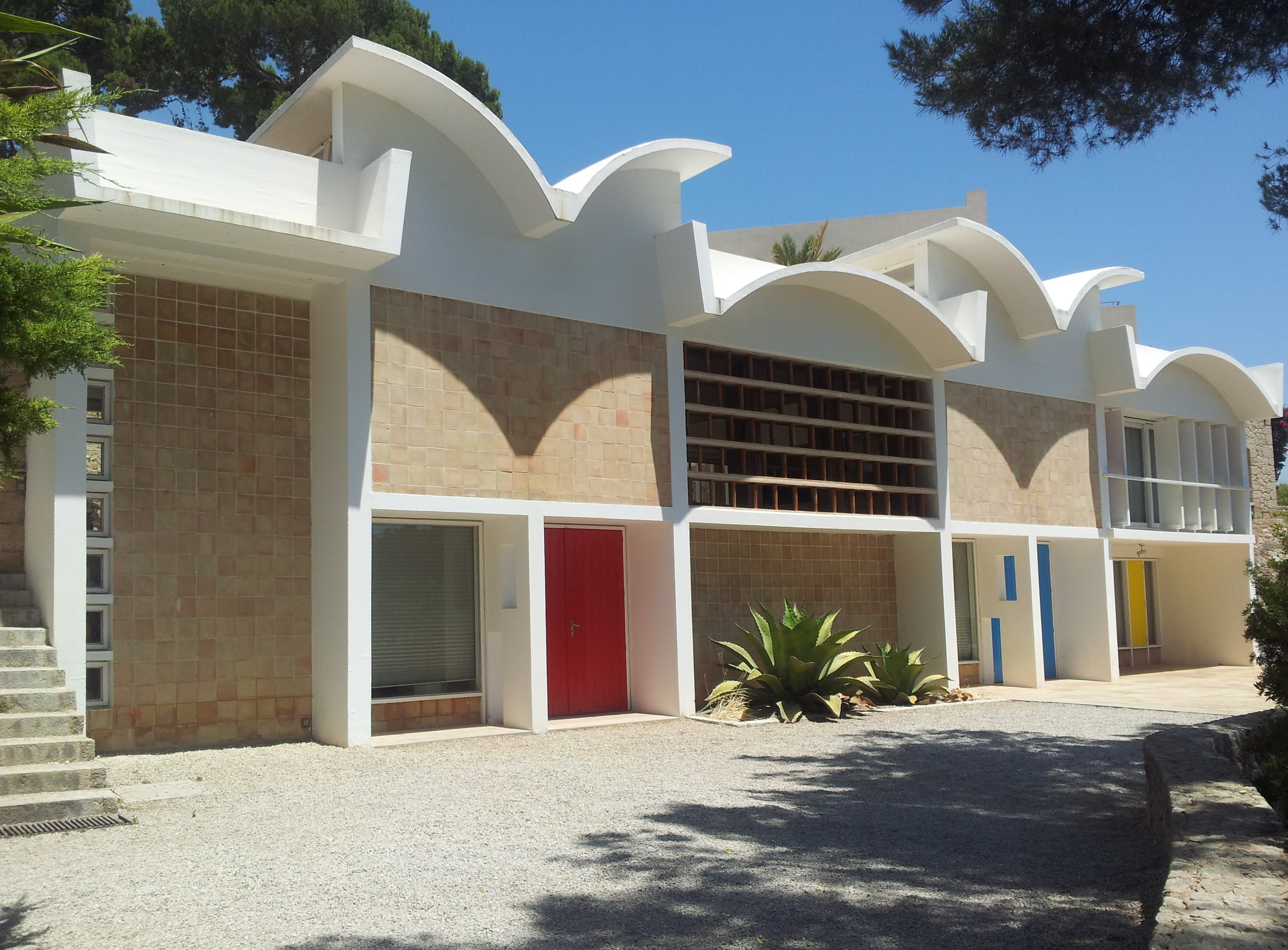
Studio di Joan Mirò- Palma de Mallorca

La Fundació Pilar i Joan Miró (sita in Calle de Saridakis 29) è la casa-studio del pittore Joan Miró dove ha vissuto dal 1956 al 1983. Presenta una collezione di 5000 opere donate dall'artista e da sua moglie alla città e gli atelier utilizzati dall'artista.

### Basilica di S. Francesco
La Basilica di S. Francesco, un tempo la chiesa più importante della città, venne costruita nel XIII secolo. Presenta un pregevole portale barocco sormontato da un grosso rosone, sempre barocco, frutto del rifacimento della facciata danneggiata da un fulmine nel XVII secolo. L'interno della chiesa, a navata unica, è piuttosto buio e conserva in una cappella i resti di Raimondo Lullo, un mistico maiorchino. Meritevole di una visita è il chiostro gotico, ampio, luminoso, con piante di limoni e aranci. Per chi è amante della musica nella basilica c'è un organo del 1771 restaurato del 2008 da sentire per l'atmosfera che crea quando viene suonato.

### Ex Grand Hotel

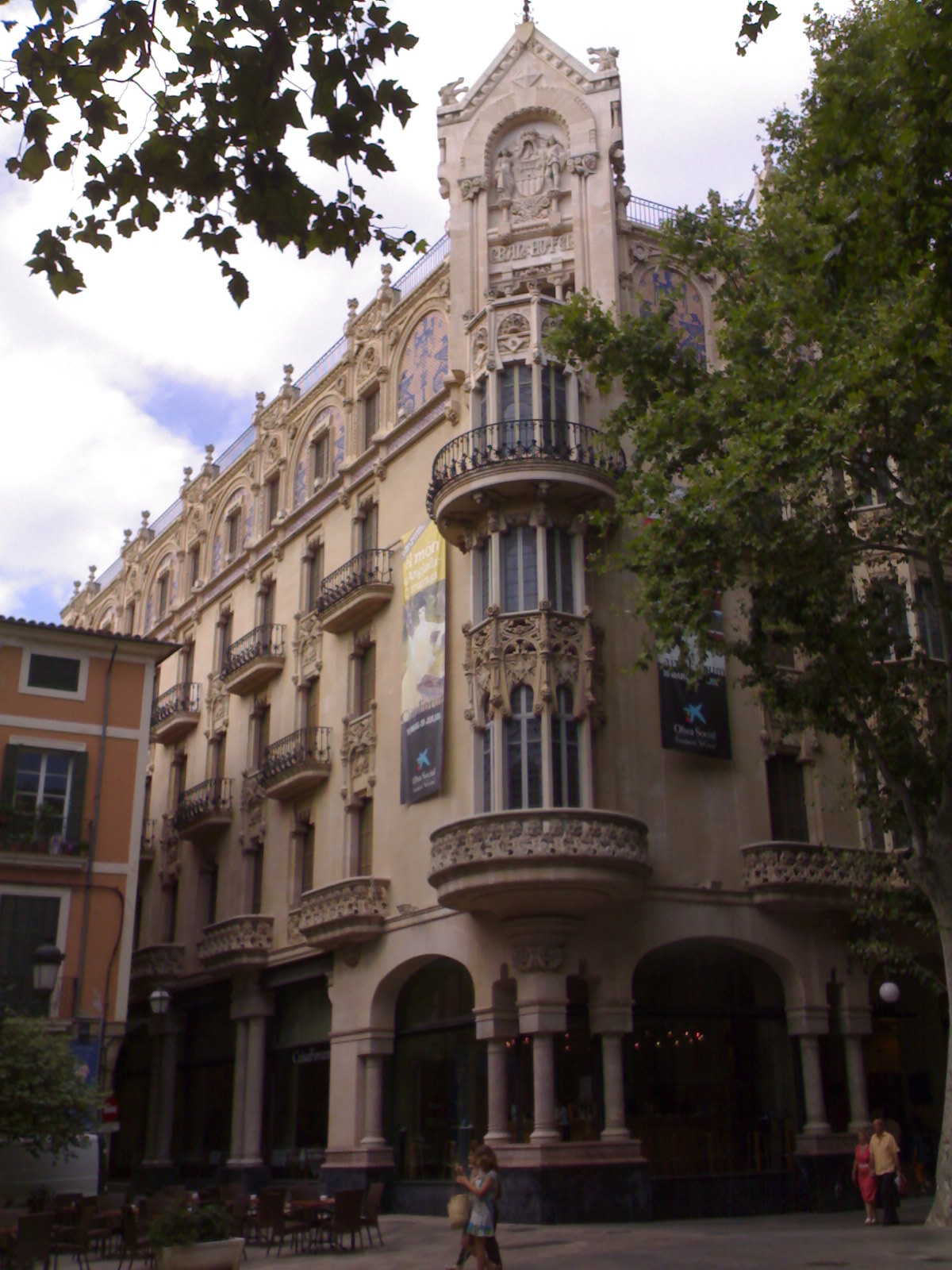
Ex Grand Hotel

A Palma hanno lavorato molti architetti modernisti e qua e là nella città si possono trovare degli edifici modernisti ben conservati che possono gareggiare con quelli, più famosi, di Barcellona. Da menzionare è certamente l'ex Grand Hotel, ora sede della Fundaciò la Caixa.

### Bagni arabi

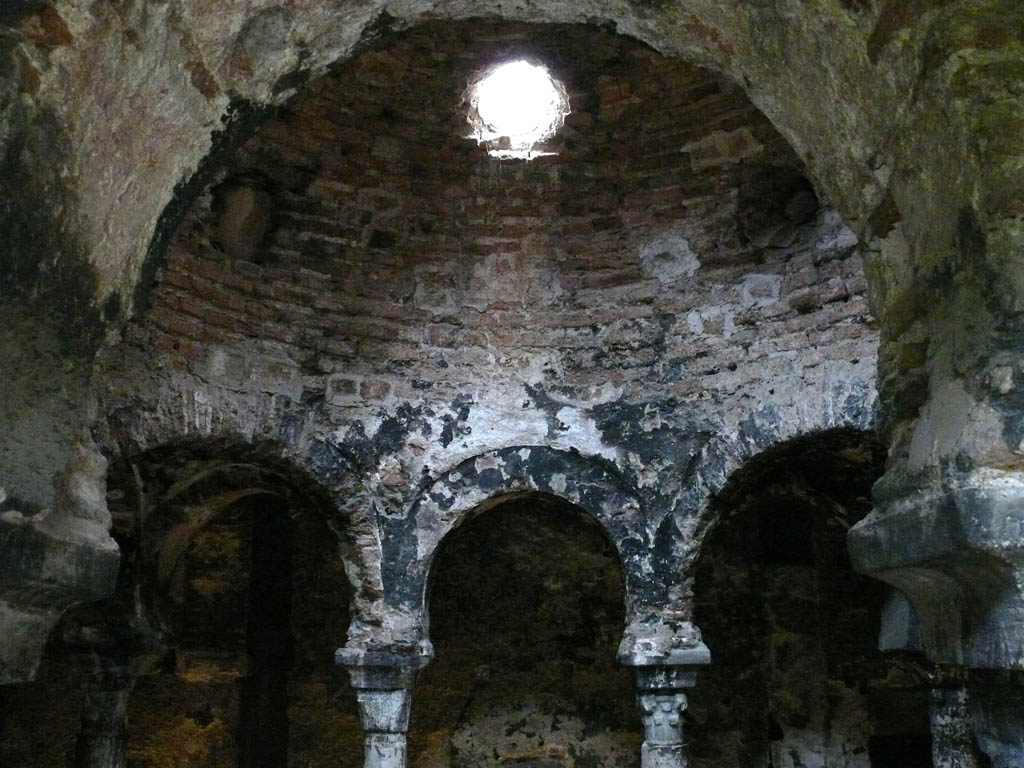
Bagni arabi

Palma è stata anche una città araba, ma di quel periodo, durato tre secoli, è rimasto ben poco; in pratica nei bagni arabi, una piccola sala circolare la cui volta è sostenuta da diverse colonne, il calidario era riscaldato da aperture sul tetto direttamente dal sole. Oggi il tutto è ben conservato e si può ammirare anche il giardino tenuto molto in ordine con piante rare e fiori particolari.

### Municipio di Palma
È una costruzione barocca che si trova in Plaça de Cort.

## Spiagge cittadine

### S'Arenal

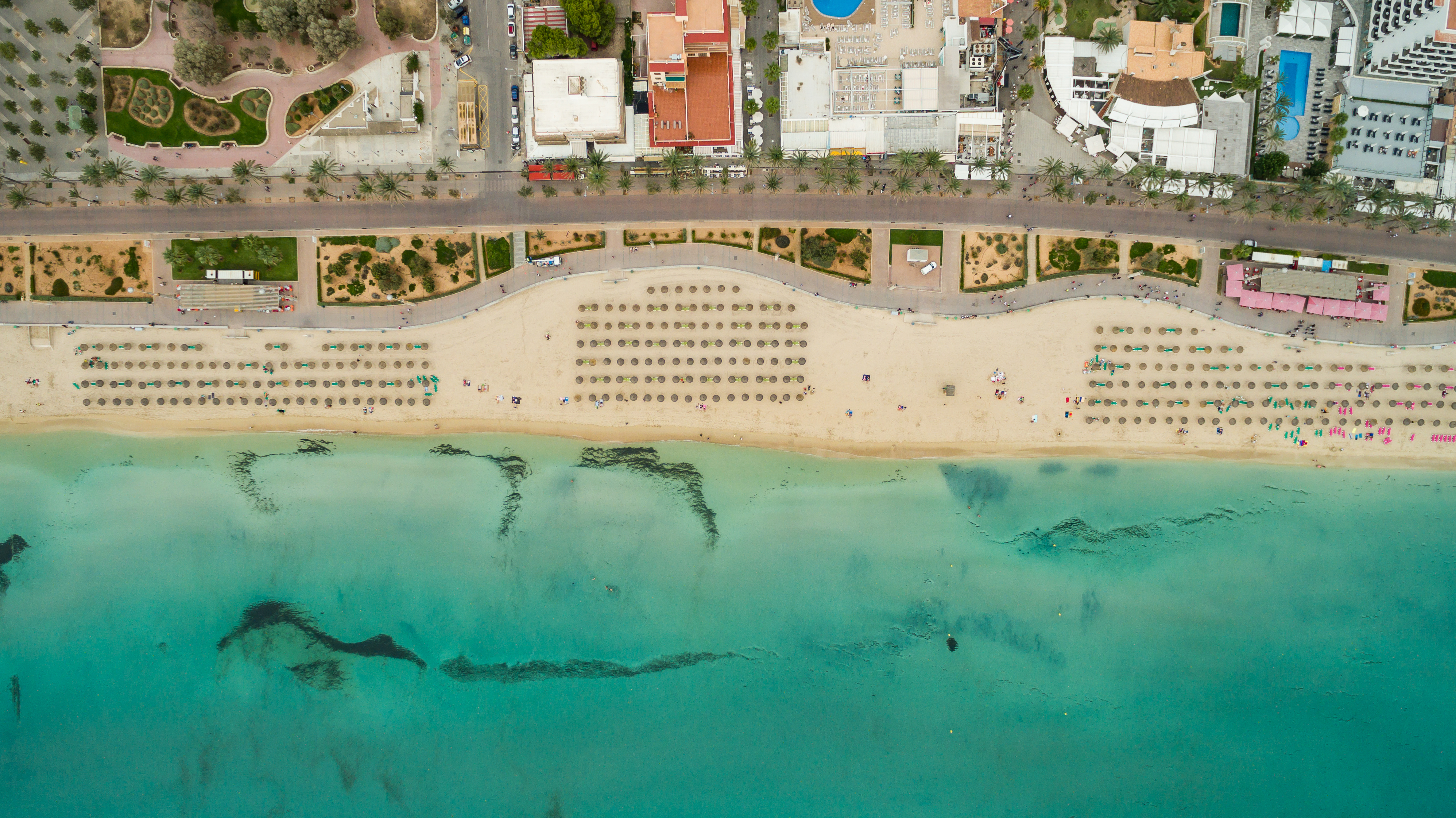
la spiaggia di S'arenal

È la più grande spiaggia della capitale delle Baleari (pure se posizionata nel comune limitrofo di Llucmajor), Palma. S'Arenal è lunga ben 4.600 metri, larga 50, di sabbia finissima. Lungo la spiaggia è nato il centro turistico di s'Arenal, il luogo con la più alta densità di hotel delle Baleari. D'estate i turisti degli hotel, tedeschi soprattutto, si riversano sulla spiaggia di sabbia chiara, molto fine, e in mare, spesso calmo. Accanto alla spiaggia corre un Passeig (lungomare) con le palme e i bar numerati (da 1 a 16). La località di s'Arenal ha ottenuto per diversi anni consecutivi il riconoscimento della bandiera blu. Inoltre, nella zona di s'Arenal si trova Aqualand s'Arenal: il parco offre oltre 20 attrazioni acquatiche immerse nel verde. I bambini possono divertirsi in una zona tematizzata e molto colorata appositamente creata per loro. Da segnalare la presenza della Jacuzzi più grande del mondo, che si è guadagnata un posto nel Guinness dei primati.

### Cala Estància
È una spiaggia di sabbia bianca a circa 5 km dal centro di Palma. Molto affollata e ben collegata con Palma dal servizio pubblico di autobus. La spiaggia è lunga circa 250 metri. È Bandiera blu grazie alla qualità del mare, della spiaggia e dei servizi accessori.

## Infrastrutture e trasporti

### Aeroporto

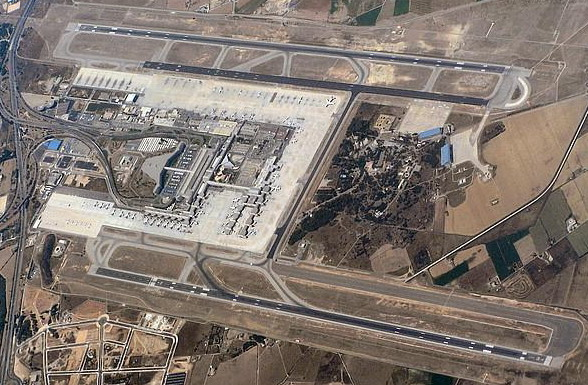
L'aeroporto di Palma di Maiorca

L'aeroporto di Palma di Maiorca è uno dei più importanti della Spagna; solo gli aeroporti di Madrid e di Barcellona registrano un numero di passeggeri annuo superiore a quello dell'isola delle Baleari. Il traffico è prevalentemente stagionale, legato all'afflusso turistico nei mesi estivi, e i voli il più delle volte sono dei charter. L'aeroporto dista dalla città solo 8 chilometri ed è collegato con il centro da un servizio di autobus che impiega circa 30 minuti a percorrere il tragitto. In alternativa si può fare ricorso a un servizio di taxi che impiega un tempo inferiore.

### Metropolitana
Nel 2007 è stata inaugurata la Metropolitana di Palma di Maiorca che collega il centro della città all'università.

## Amministrazione

### Gemellaggi
- Portofino
- Las Palmas de Gran Canaria
- Alghero
- Düsseldorf
- Mar del Plata
- Napoli, dal 2009
- Benevento
- Chimbote
- Bari
- Palermo